# Malta (capoeira)

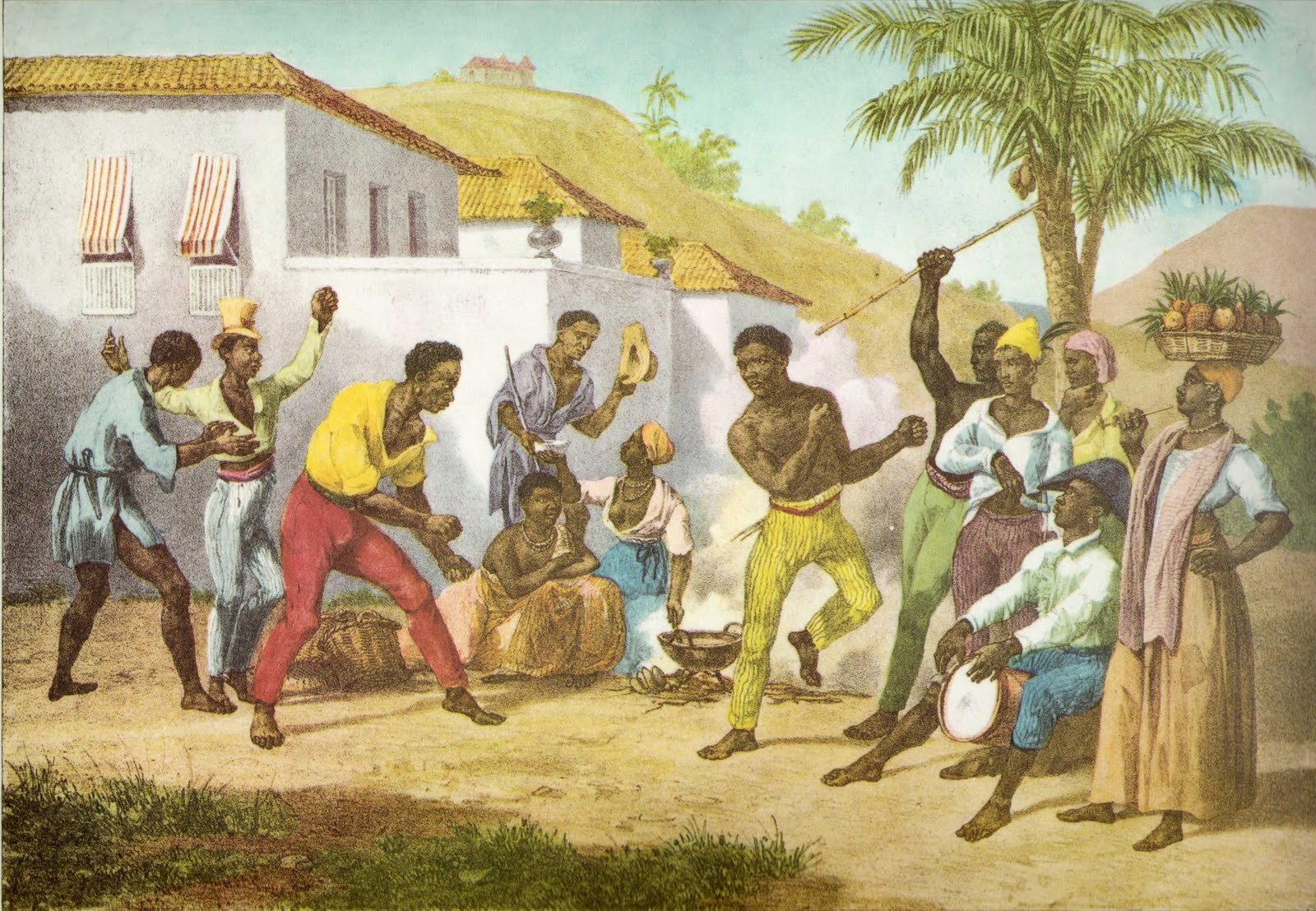
Jogo de capoeira no século XIX

Maltas eram grupos de capoeiristas do Rio de Janeiro que tiveram seu auge na segunda metade do século XIX.
Compostas principalmente de negros e mulatos, as maltas lutavam resistiam contra o sistema, a elite carioca da época.
Houve várias maltas: Carpinteiros de São José, Conceição da Marinha, Glória, Lapa, Moura entre outras. No período da Proclamação da República havia duas grandes maltas: os Nagoas e os Guaiamús.
Os capoeiras das maltas introduziram o uso de armas na prática da capoeira, notadamente a navalha, que era utilizada posicionada entre os dedos dos pés, ou presa a um cordão, sendo esta técnica conhecida como navalha voadora. A navalha foi trazida pelos portugueses conhecidos como lisboetas, portugueses que em sua terra natal tinham as mais variadas funções, tais como açougueiros, barbeiros, artesãos ou até mesmo meliantes. Expulsos para a colônia, uma vez no Brasil entraram em contato com a malandragem em geral e assim trocaram conhecimento: a capoeira pelo manuseio da navalha e até mesmo da bengala, muito usada por muitos valentões que diziam que uma bengalada desmaiava e duas matavam.

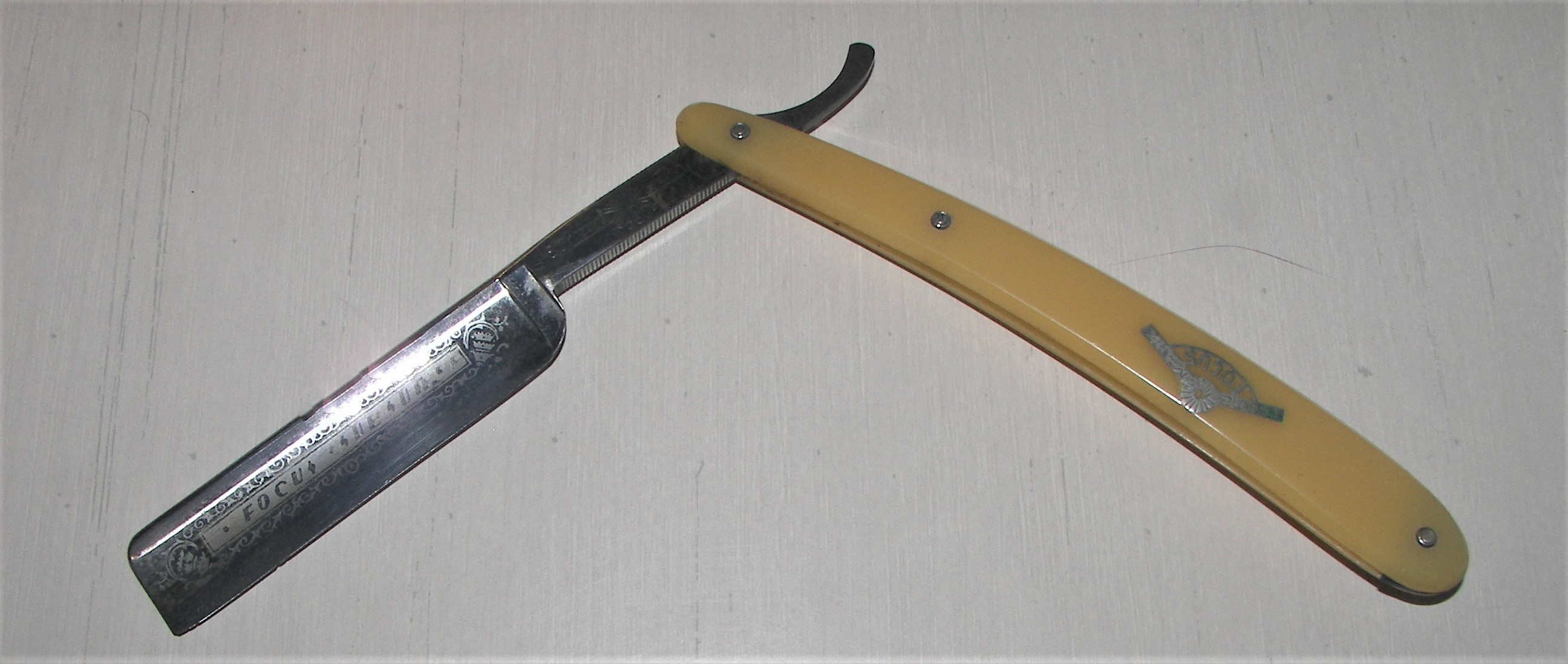
Navalha, arma usada pelos capoeiras das maltas

Devido à violência e à criminalidade, as maltas e os capoeiras foram duramente reprimidos pelo Estado até a quase extinção da capoeira no Rio de Janeiro. Apesar dos capoeiras terem um papel heróico na Revolta dos Mercenários em 1828 e na Guerra do Paraguai na década de 1860, o Governo Republicano instaurado em 1889 continuou a política de repressão à capoeira do período Imperal, deportando dos capoeiras considerados criminosos para o Arquipélago de Fernando de Noronha. No ano seguinte, editou o  Decreto nº 847 de 11 de outubro de 1890., criminalizando a prática da capoeira.